# Music to Drive-by
Music to Drive-by – trzeci studyjny album amerykańskiej grupy hip-hopowej Compton’s Most Wanted. Został wydany 29 września 1992 roku. Uplasował się na 20. miejscu notowania Top R&B/Hip-Hop Albums, i na 66. Billboard 200.

## Lista utworów
1. „Intro” - 0:21
2. „Hit the Floor” - 1:49
3. „Hood Took Me Under” - 3:39
4. „Jack Mode” - 3:17
5. „Compton 4 Life” - 3:17
6. „8 Iz Enough” - 2:48
7. „Duck Sick II” - 3:44
8. „Dead Nigga Tell No Lies” - 3:40
9. „N 2 Deep” (featuring Scarface) - 3:50
10. „Who's Fucking Who?” - 1:47
11. „This Is a Gang” - 3:37
12. „Hoodrat” - 3:55
13. „Niggaz Strugglin'” - 3:33
14. „I Gots ta Get Over” - 3:36
15. „U's a Bitch” - 3:42
16. „Another Victim” - 3:51
17. „Def Wish II” - 3:31
18. „Music to Driveby” - 3:31

## Notowania
| Notowanie (1992)                      | Najwyższa pozycja |
| ------------------------------------- | ----------------- |
| U.S. Billboard 200                    | 66                |
| U.S. Billboard Top R&B/Hip-Hop Albums | 20                |